# ستیپتیلین
سپتیلین (با نام تجاری Tecipul)، همچنین با نام تسیپتیلین نیز شناخته می‌شود، یک داروی ضد افسردگی چهار حلقه ای (TeCA) است که به عنوان یک ضد افسردگی نورآدرنرژیک و سروتونرژیک خاص (NaSSA) عمل می‌کند. این دارو در سال ۱۹۸۹ برای درمان افسردگی توسط شرکت داروسازی ژاپنی موچیدامعرفی شد.